# David Bamberg
David Bamberg   (Derby, 19 de febrer de 1904 - Buenos Aires, 19 d'agost de 1974) fou un mag, més conegut pel seu nom artístic de Fu Manxú. Va iniciar-se a la màgia de molt jove. Als 5 anys ja va col·laborar ocasionalment amb Houdini i de jove va fer d'assistent de Gran Raymond. El 1928 va crear el personatge de Fu Manxú, que tant va agradar a artistes com Joan Brossa. Els teatres que més va freqüentar van ser el Teatre Apolo i el Teatre Novedades.